# Јапанци
Јапанци (јап. 日本人, Nihon-jin - Нихонђин) су народ настањен у Јапану на северно-пацифичким острвима Хоншу, Хокаидо, Кјушу, Шикоку и Окинава. На острвима живи преко 127.000.000 припадника овог етно-лингвистички изолованог народа.
Највише их има ван Јапана у: Бразилу (1,6–2,5 милиона), САД (1,4 милиона), док се у осталим држава број креће од неколико десетина до неколико стотина хиљада. Јапанци су се кроз историју развијали без неких утицаја са стране, што их по култури, обичајима и језику чини различитима од осталих етничких група. По вери они су већином махајана-будисти или шинто (84%), хришћани и атеисти.

## Настанак јапанског народа (рана историја)
Култура Јапанаца одвијала се самосталније него она на суседној Кореји, гдје је била под знатним утицајем Кине. Аину су још у VII. веку насељавали цели Хоншу (Хондо) и острва северно од њега, тек су их у каснијим вековима отуда отерали преци савремених Јапанаца, који су се на Хокаиду учврстили тек у XIX. веку.
Јапанско легендарно доба почиње 660. п. н. е., када је Џиму Тено, по предању потомак богиње сунца и предак царске куће основао престоницу на острву Хондо, оно је потрајало (службено) до 400. године н. е.
Јапанци су народ који је језик наследио од једног племена Јамато које је дошло вероватно са простора данашње Кореје и можда је било сродно Корејцима.
Иначе, стари назив за Јапан и јапански народ је Јамато, тј. тај назив данас означава углавном Јапанце, али и њима сродне Рукусце, којих има неколико етничких група.
Јапански народ који данас живи у Јапану је мешавина староседилаца Аину, затим племена Јамато, а касније у огромној мери Кинеза и осталих расно монголоидних народа, као Корејци.
Језик је наслеђен од племена Јамато, физичке карактеристике Јапанацу су најсличније Кинезима, док је култура углавном кинеска основа, али са разним утицајима старе праисторијске културе, што се највише огледа у јапанској музици, која је јединствена.

## Живот и обичаји
Расно, етнички и културно Јапанци су један од најхомогенијих народа на свету. Женидба се код њих одвија, по жељи, без мешања родитеља. Јапанци су познати као вредни радници, често се уз редован посао (у бизнису или индустрији), као секундарним активностима баве и фармерством. Жени је код куће посао на земљи главна преокупација. Уз традиционални узгој пиринча држе и стоку а успут се баве и рибарењем. Пиринач и риба су најзаступљенија храна код Јапанаца.
Данас Јапанци носе западњачка одела, али жена се код њих на улици често може видети у традиционалном кимону.
Куће руралног Јапана грађене су од дрвене конструкције, а преградни зидови су од папира. Оне су веома добро прилагођене овом трусном подручју.
Спорт је веома популаран међу Јапанцима, а посебно место заузимају сумо, џудо, карате, и познате изворне игре 'го' и 'схаги'.
Јапанци су данас углавном будисти, али њихова је изворна вера шинтоизам, чији су корени у анимизму, по којему и неживе ствари имају дух. Будизам је у Јапан дошао у VI. веку.